# Noah Siegenthaler
Noah Siegenthaler  (* 17. November 2000) ist ein Schweizer Unihockeyspieler, der beim Nationalliga-A-Verein SV Wiler-Ersigen unter Vertrag steht.

## Karriere

### Verein
Siegenthaler stammt aus dem Nachwuchs des UHC Black Creek Schwarzenbach und wechselte später in die Nachwuchsabteilung des SV Wiler-Ersigen. Während der Saison 2019/20 stand er erstmals im Kader der Nationalliga-A-Mannschaft des SV Wiler-Ersigen. In seiner ersten Saison absolvierte er drei Partien für die Emmentaler und erzielte dabei auch seinen ersten Treffer.

### Nationalmannschaft
Zwischen 2018 und 2019 spielte Siegenthaler für die Schweizer U19-Unihockeynationalmannschaft und nahm mit ihr an der Weltmeisterschaft in Halifax teil.